# Konflikt etniczno-religijny w Asamie
Konflikt etniczno-religijny w Asamie – konflikt o podłożu etnicznym i religijnym, pomiędzy ludnością północno-wschodniego indyjskiego stanu o nazwie Asam a imigrantami z terenów Bengalu.

## Napływ obcych

### Zasiedlanie nieużytków
Tereny obecnie obejmowane przez stan Asam, w początkach XX w. pozostawały słabo zaludnione. Dlatego osiedlali się na leżącej odłogiem ziemi przybysze z przeludnionego Bengalu. Byli to głównie wyznawcy islamu. Mieszkańcami rdzennymi byli natomiast hinduiści i ludność plemienna.
Przybysze oprócz pracy na roli, znajdowali zatrudnienie również w lokalnych zakładach przemysłu (gazowego, naftowego, węglowego).

### Ucieczka podczas wojny
Kolejną grupę napływową stanowili obywatele Pakistanu Wschodniego (po podziale Bengalu i opuszczeniu Indii przez kolonizatorów). Przybywający do Asamu od kwietnia 1971 wschodniopakistańczycy, uciekali przed gospodarczym i politycznym chaosem w ich kraju i samowolą i ekscesami armii
po porwaniu w dniu 25 marca 1971 Mujibura Rahmana do więzienia w Pakistanie Zachodnim. Tymi uciekinierami byli zarówno hinduiści, jak i muzułmanie. Po zakończeniu trzeciej wojny indyjsko-pakistańskiej, do nowo utworzonego państwa Bangladesz nie powróciło z terenu Asamu kilkaset tysięcy osób.
Niezadowolenie Asamczyków przerodziło się w roku 1979 ruch społeczny zwany Asam Agitation, który kolejno doprowadził do powstania lokalnych organizacji politycznych broniących praw rdzennych mieszkańców stanu.

## Agresja przeciw obcym
Rdzenni Asamczycy tracąc miejsca zatrudnienia i obszary nieużytków przystąpili do akcji zbrojnych przeciw ludności napływowej. Ich kulminacją były zamieszki w 1983, gdy zginęło kilka tysięcy osób. Najtragiczniejszą z nich była masakra z dnia 18 lutego (ang. The Nellie Massacre), która objęła banglijskich muzułmanów z 14 wiosek w dystrykcie Nagaon: Alisingha, Khulapathar, Basundhari, Bugduba Beel, Bugduba Habi, Borjola, Butuni, Indurmari, Mati Parbat, Muladhari, Mati Parbat no. 8, Silbheta, Borburi i Nellie.
Interweniujący rząd federalny Indiry Gandhi obiecał wtedy w tzw. Asam Accord:
1. wysiedlenie ludności napływowej z dawnego Pakistanu Wschodniego do Bangladeszu
2. wzniesienie płotu z drutem kolczastym wzdłuż granicy z tym krajem (rozległej na około 2200 km)

Wiosną (luty 1984)
zasieki z drutu kolczastego zaczęto wznosić po indyjskiej stronie granicy. Jednak realizacji obu obietnic sprzeciwiał się stanowczo rząd Bangladeszu, z którym nie były uprzednio uzgadniane.

## Porozumienie z Rajivem
Po zamachu z 31 grudnia 1984 na Indirę Gandhi i przejęciu władzy w Indiach przez Rajiva Gandhiego, ten jako premier podpisał 15 sierpnia 1985 porozumienie z All Asam Students Union (AASU) przewidujące:
1. weryfikację ok. 250 tys. osób przebywających ówcześnie w Asamie
2. wysiedlenie osób przybyłych po 1971
3. odebranie na 10 lat prawa wyborczego osobom przybyłym po 1966
4. przeprowadzone zostaną wybory do rządu stanowego.
5. Wybory odbyły się już w grudniu 1985 roku. Zwyciężyli przedstawiciele Rady Ludowej Asamu (Asom Gana Parishad) – następczyni All Asam Students Union.

Kolejny rok, 1986, przyniósł stosunkowo niewielkie postępy w wyodrębnianiu nielegalnych migrantów i naciski polityków assamskich na pomoc Delhi w budowie drogi i płotu wzdłuż granicy z Bangladeszem, którą wciąż przekraczali nowi Banglijczycy.